# با دو كاليه

موقع إقليم با دو كاليه

باد كاليه أو با دو كاليه (بالفرنسية:Pas-de-Calais) هو إقليم فرنسي يقع في شمال فرنسا، اسم الإقليم هو الاسم الفرنسي لمضيق دوفر.

## تاريخ الإقليم
إقليم يا دو كاليه هو واحد من الأقاليم الـ 83 التي تتشكل منها فرنسا، أنشئت خلال الثورة الفرنسية يوم 4 مارس 1790، أنشئت من أجزاء من منطقة كالايسي السابقة (منطقة إنجليزية قديما) وبونثوي وبولونيز وارتواز (هذه الأخير كانت جزءا من هولندا الإسبانية).

## جغرافية الإقليم
إقليم يا دو كاليه يقع في منطقة يا دي كاليه وتحيط به الأقاليم التالية: نور (بالفرنسية:nord)، السوم (بالفرنسية:Somme)، والقنال الإنجليزي، وبحر الشمال.
مدن الإقليم الرئيسية على الساحل هي: كاليه، بولوني سور مير، وأرتوا، لنس، ليفين، اراس، وسانت اومير.
الأنهار الرئيسية في الإقليم هي :
1. نهر اوثي.
2. نهر كانش.
3. نهر تيرنوز.
4. نهر ليان.
5. نهر سينزي.
6. نهر سكارب.
7. نهر دول.
8. نهر اليس.

## اقتصاد الإقليم
وكان الاقتصاد في إقليم با دو كاليه يعتمد اعتمادا كبيرا على التعدين، وفي المقام الأول كان يعتد على مناجم الفحم، ومنذ الحرب العالمية الثانية أصبح اقتصاد الإقليم أكثر تنوعا.

## ثقافة الإقليم
على الرغم من أن إقليم با دو كاليه هو واحد من أكثر الإقليم اكتظاظا بالسكان في فرنسا حيث يبلغ عدد سكانه 1,453,387 نسمة، إلا أنه لا يحتوي على جامعة حتى عام 1992.

## أعلام
- تومي سترونج
- يوجين توبين
- والتر إيتون
- سيدني جيمس
- أليكساندر باشليت